# St. Lawrence megye
St. Lawrence megye az Amerikai Egyesült Államokban, azon belül New York államban található. Megyeszékhelye Canton, legnagyobb városa Ogdensburg. Lakosainak száma 108 505 fő (2020. április 1.). St. Lawrence megye Franklin, Lewis, Jefferson, Herkimer és Hamilton megyékkel határos.

## Népesség
A megye népességének változása:
| Lakosok száma | 111 778 | 112 273 | 112 303 | 111 963 | 111 007 | 108 505 |
|               | 2010    | 2011    | 2012    | 2013    | 2015    | 2020    |